# Culleredo
Culleredo is een gemeente in de Spaanse provincie A Coruña in de regio Galicië met een oppervlakte van 62 km². In 2001 telde Culleredo 22.348 inwoners.
Culleredo, tot 1860 gekend als Alvedro, maakt deel uit van het grootstedelijk gebied van A Coruña. De luchthaven van A Coruña, ook de luchthaven van Alvedro genoemd, ligt op het grondgebied van de gemeente. Culleredo ligt aan de zuidkant van de monding van de Burgo, op 12 kilometer van de provinciehoofdstad. Het wordt in het noorden begrensd door de Atlantische Oceaan via de monding van de Burgo, en door de gemeente A Coruña, in het oosten door Oleiros, Cambre en Carral, in het zuiden door Cerceda en in het westen door A Coruña, Arteijo en Laracha.
De gemeente wordt doorkruist door de snelweg A-6, evenals door de toegangsweg AC-14 naar A Coruña, die de A-6 met A Coruña verbindt.
Het reliëf van de gemeente wordt sterk gemarkeerd door de monding van de Burgo en door de bergketen die de gemeente in het zuiden afsluit met de Monte do Castro (436 meter) en de Montes do Xalo (514 meter).

## Demografische ontwikkeling
Bron: INE; 1857-2011: volkstellingen
Abegondo · Ames · Aranga · Ares · Arteixo · Arzúa · A Baña · Bergondo · Betanzos · Boimorto · Boiro · Boqueixón ·  Brión · Cabana de Bergantiños · Cabanas · Camariñas · Cambre · A Capela · Carballo · Cariño · Carnota · Carral · Cedeira · Cee · Cerceda · Cerdido · Coirós · Corcubión · Coristanco ·  A Coruña · Culleredo · Curtis · Dodro · Dumbría · Fene · Ferrol · Fisterra · Frades · Irixoa · A Laracha · Laxe · Lousame · Malpica de Bergantiños · Mañón · Mazaricos · Melide · Mesía · Miño · Moeche · Monfero · Mugardos · Muros · Muxía · Narón · Neda · Negreira · Noia · Oleiros · Ordes · Oroso · Ortigueira · Outes · Oza-Cesuras · Paderne · Padrón · O Pino · A Pobra do Caramiñal · Ponteceso · Pontedeume · As Pontes de García Rodríguez · Porto do Son · Rianxo · Ribeira · Rois · Sada · San Sadurniño · Santa Comba · Santiago de Compostella · Santiso · Sobrado · As Somozas · Teo · Toques · Tordoia · Touro · Trazo · Val do Dubra · Valdoviño · Vedra · Vilarmaior · Vilasantar · Vimianzo · Zas